# Gam (Ciad)
Gam  è un comune del Ciad situato nel dipartimento di Mayo-Boneye, provincia di Mayo-Kebbi Est.